# Іаков (Галандзовський)
Єпископ Іаков, (в миру Галандзовський Сергій Леонідович)  — архієрей Української православної церкви (Московського патріархату), єпископ Дрогобицький.
31 жовтня 2024 в числі 16 (із 52) правлячих і 15 (із 58) вікарних архієреїв УПЦ МП підписав заяву, в якій засудив анексію Російською Православною церквою Донецької єпархії, зняття її керівника митрополита Іларіона і заміни на росіянина, уродженця Рязанської області Росії, архієрея з Далекого Сходу.